# Theodor Seidl
Theodor Seidl (* 15. September 1945 in München; † 1. März 2025 in Scheyern) war ein deutscher Alttestamentler.

## Leben
Theodor Seidl legte 1964 sein Abitur am Gymnasium der Benediktiner in Scheyern ab und studierte anschließend bis 1969 Philosophie und Katholische Theologie an der Ludwig-Maximilians-Universität München. Nach einem Doktoratsstudium an der LMU wurde er 1975 mit einer literaturwissenschaftlichen Dissertation aus dem Bereich des Alten Testaments promoviert. Am 29. Juni 1975 empfing er in Freising die Priesterweihe und war anschließend an der Katholisch-Theologischen Fakultät München Wissenschaftlicher Assistent am Lehrstuhl für Altes Testament. 1982 habilitierte er sich in München für das Fach „Alttestamentliche Einleitung und Exegese und biblisch-orientalische Sprachen“ mit einer Arbeit unter dem Titel „Tora für den ‚Aussatz‘-Fall. Literarische Schichten und syntaktische Strukturen in Levitikus 13 und 14“.
Er war zunächst Privatdozent an der LMU. 1986 erfolgte der Ruf auf als Professor für Altes Testament an der Katholisch-Theologischen Fakultät der LMU München. 1991 wechselte er als Professor für Altes Testament und biblisch-orientalische Sprachen an die Julius-Maximilians-Universität Würzburg. Von 1997 bis 1999 war er Dekan des theologischen Fakultät. 2010 wurde er emeritiert.
Forschungsschwerpunkte waren die hebräische Sprachwissenschaft, Kulttexte sowie Formen prophetischer Sprache. Weitere wissenschaftliche Arbeiten setzen sich mit Einleitungs- oder Grundsatzfragen der alttestamentlichen Wissenschaft sowie auch in den Musikwissenschaften auseinander. Wissenschaftliche Exkursionen führten ihn nach Israel, Syrien, Jordanien, Ägypten und Zentralanatolien. 2009 wurde er mit dem „Preis für gute Lehre“ des Bayerischen Staatsministeriums für Wissenschaft, Forschung und Kunst ausgezeichnet. Seidl war engagierter Cellist und Pianist unter anderem in der Werkgemeinschaft Musik.
Seidl starb am 1. März 2025 im Alter von 79 Jahren in Scheyern.

## Schriften (Auswahl)
- Texte und Einheiten in Jeremia 27-29. Literaturwissenschaftliche Studie, EOS-Verlag 1978, ISBN 978-3-88096-505-8
- Tora für den "Aussatz" - Fall. Literarische Schichten und syntaktische Strukturen in Levitikus 13 und 14, EOS-Verlag 1982, ISBN 978-3-88096-518-8
- Untersuchungen zur Valenz althebräischer Verben, EOS-Verlag 1997, ISBN 978-3-88096-557-7
- Der Becher in der Hand des Herrn. Studien zu den prophetischen "Taumelbecher"-Texten, EOS-Verlag 2001, ISBN 978-3-8306-7084-1
- Vermittler von Weisung und Erkenntnis. Priester ausserhalb der Priesterschrift. Eine Textstudie. Dt. /Hebr., EOS-Verlag 2006, ISBN 978-3-8306-7243-2
- Der junge Abschalom - Textstudie zu 2 Samuel 13,23-15,6, EOS-Verlag 2010, ISBN 978-3-8306-7438-2
- Wacht auf, Harfe und Saitenspiel (Ps 108,3) - Das Alte Testament in Kompositionen des 20. Jahrhunderts, EOS-Verlag 2013, ISBN 978-3-8306-7636-2
- Ijobs Monologe. Sprachwissenschaftliche Analysen zu Ijob 29-31, EOS-Verlag 2016, ISBN 978-3-8306-7834-2
- Nach Weinen und Klagen Lohn und Hoffnung. Sprachwissenschaftliche Analysen zum "Trostbüchlein Jeremias" (Jer 30-31), EOS-Verlag 2020, ISBN 978-3-8306-7996-7
- Reißender Löwe - grünender Wacholder. Sprach- und Bildkontraste in Hosea 12-14. Literaturwissenschaftliche Studie, EOS-Verlag 2021, ISBN 978-3-8306-8077-2